# Poagrostis
Poagrostis là một chi thực vật có hoa trong họ Hòa thảo (Poaceae).

## Loài
Chi Poagrostis gồm các loài: